# Corynoneura fujiundecima
Corynoneura fujiundecima är en tvåvingeart som beskrevs av Sasa 1985. Corynoneura fujiundecima ingår i släktet Corynoneura och familjen fjädermyggor. Inga underarter finns listade i Catalogue of Life.